# Kermiscross
De Kermiscross of Grote Prijs Daniel Callewaert is een veldrit georganiseerd in het Belgische Ardooie.

## Erelijst

### Mannen elite
| Jaar | Winnaar                            | Tweede                             | Derde                              |
| ---- | ---------------------------------- | ---------------------------------- | ---------------------------------- |
| 2024 | Michael Vanthourenhout             | Eli Iserbyt                        | Witse Meeussen                     |
| 2023 | Gerben Kuypers                     | Eli Iserbyt                        | Joran Wyseure                      |
| 2022 | Quinten Hermans                    | Felipe Orts                        | Laurens Sweeck                     |
| 2021 | Laurens Sweeck                     | David van der Poel                 | Mees Hendrikx                      |
| 2020 | Niet verreden door de coronacrisis | Niet verreden door de coronacrisis | Niet verreden door de coronacrisis |
| 2019 | Gianni Vermeersch                  | Tom Pidcock                        | Tim Merlier                        |
| 2018 | Wout van Aert                      | Gianni Vermeersch                  | Toon Aerts                         |
| 2017 | Wout van Aert                      | Toon Aerts                         | Michael Vanthourenhout             |
| 2016 | Wout van Aert                      | Toon Aerts                         | Klaas Vantornout                   |
| 2015 | Tom Meeusen                        | Sven Nys                           | Julien Taramarcaz                  |
| 2014 | Michael Vanthourenhout             | Tom Meeusen                        | Philipp Walsleben                  |
| 2013 | Klaas Vantornout                   | Niels Albert                       | Philipp Walsleben                  |
| 2012 | Klaas Vantornout                   | Sven Nys                           | Niels Albert                       |
| 2011 | Zdeněk Štybar                      | Sven Nys                           | Dieter Vanthourenhout              |
| 2010 | Zdeněk Štybar                      | Sven Nys                           | Klaas Vantornout                   |
| 2009 | Niels Albert                       | Zdeněk Štybar                      | Sven Vanthourenhout                |
| 2008 | Niels Albert                       | Jonathan Page                      | Dieter Vanthourenhout              |
| 2007 | Niels Albert                       | Sven Vanthourenhout                | Bart Wellens                       |
| 2006 | Zdeněk Štybar                      | Erwin Vervecken                    | Klaas Vantornout                   |
| 2005 | Bart Wellens                       | Sven Vanthourenhout                | Jan Verstraeten                    |
| 2004 | Sven Vanthourenhout                | Ben Berden                         | Jonathan Page                      |
| 2003 | Wim Jacobs                         | Davy Commeyne                      | Peter Van Santvliet                |
| 2002 | Erwin Vervecken                    | Peter Van Santvliet                | Sven Vanthourenhout                |
| 2001 | Bart Wellens                       | Erwin Vervecken                    | Sven Vanthourenhout                |
| 2000 | Peter Van Santvliet                | Bart Wellens                       | Marc Janssens                      |
| 1999 | Bjorn Rondelez                     | Rudi Van De Sompel                 | Peter Willemsens                   |
| 1998 | Paul Herygers                      | Gianni David                       | Peter Willemsens                   |
| 1997 | Paul Herygers                      | Pascal Van Riet                    | Gianni David                       |
| 1996 | Paul Herygers                      | Rudi Van De Sompel                 | Marc Janssens                      |
| 1995 | Pedro Roselle                      |                                    |                                    |

### Vrouwen elite
| Jaar | Winnaar                    | Tweede                   | Derde                    |
| ---- | -------------------------- | ------------------------ | ------------------------ |
| 2024 | Ceylin del Carmen Alvarado | Marion Norbert-Riberolle | Alicia Franck            |
| 2023 | Annemarie Worst            | Aniek van Alphen         | Marion Norbert-Riberolle |
| 2022 | Kata Blanka Vas            | Shirin van Anrooij       | Aniek van Alphen         |